# Yucca elata subsp. utahensis

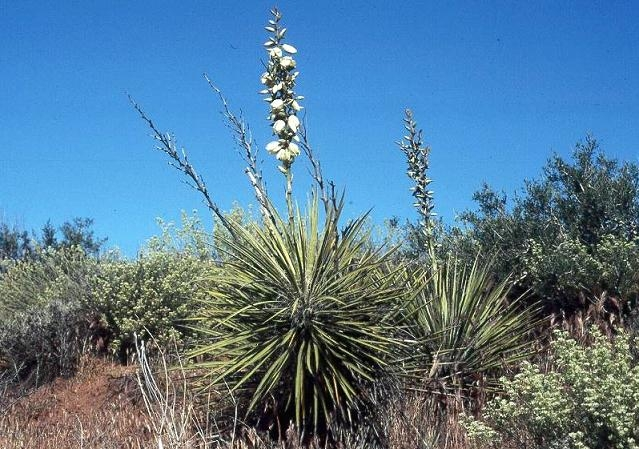
In Süd-Utah

Yucca elata subsp. utahensis (englischer Trivialname: „Utah Yucca“) ist eine Unterart der Pflanzenart Yucca elata in der Familie der Spargelgewächse (Asparagaceae).

## Beschreibung
Yucca elata subsp. utahensis wächst stammlos oder bildet einen Stamm bis 0,6 m Höhe. Die variablen und biegsamen faserförmigen Laubblätter sind 20 bis 90 cm lang und gelbgrün.
Der verzweigte rispige Blütenstand erreicht eine Höhe von 1 bis 2 Meter. Die zwittrigen, dreizähligen, hängenden, glockenförmigen Blüten weisen eine Länge und einen Durchmesser von 3,5 bis 5,5 Zentimeter auf. Die sechs gleichgestaltigen Blütenhüllblätter sind weiß bis cremefarben. Die Blütezeit reicht von April bis Juni.

## Vorkommen
Yucca elata subsp. utahensis ist in den US-Bundesstaaten Utah und Nevada in der Great Basin Wüste in Ebenen und auf flachen Hügeln in Sandboden in Höhenlagen zwischen 850 und 2000 Metern verbreitet. Sie wächst oft vergesellschaftet mit Sclerocactus spinosior subsp. blainei, Pediocactus sileri, Mammillaria tetrancistra, Agave utahensis var. eborispina und verschiedenen Kakteenarten.
An den Verbreitungsgrenzen wachsen Zwischenformen, die Yucca angustissima subsp. kanabensis nahestehen.
Diese Unterart ist bis −20 °C winterhart. Allerdings ist sie selten in Sammlungen.

## Systematik
Die Beschreibung durch Fritz Hochstätter unter dem Namen Yucca elata subsp. utahensis ist 1998 veröffentlicht worden.
Synonyme
- Yucca utahensis McKelvey1947[2]
- Yucca elata var. utahensis Reveal 1977[3]